# Gino Sinimberghi
Gino Sinimberghi (26 de agosto de 1913 – 30 de diciembre de 1996) fue un tenor cantante de ópera de nacionalidad italiana.

## Biografía
Nacido en Roma, Italia, estudió técnicas de voz en la Academia Nacional de Santa Cecilia. A los 23 años de edad, en 1935, ganó la Competición Vocal Internacional de Viena. En los siguientes seis años fue miembro del Staatsoper Unter den Linden y firmó un contrato para actuar con el sello Deutsche Grammophon a lo largo de cuatro años, cantando en Leipzig, Gdansk, Hamburgo, Viena y París. A los 27 años de edad fue a Roma a solicitud del director Tullio Serafin, quien le dirigió en su debut en el Teatro de la Ópera de Roma con El barbero de Sevilla, de Gioachino Rossini.
A lo largo de su carrera, Sinimberghi cantó en italiano y en alemán junto a artistas como Beniamino Gigli, Tito Gobbi, Italo Tajo, Jon Vickers, Maria Callas, Erna Berger y Rosanna Carteri, siendo dirigido por músicos de la talla de Paul Hindemith, Herbert von Karajan y el ya mencionado Tullio Serafin.
Como tenor lírico, Sinimberghi grabó arias y duetos de obras como  Don Pasquale ,  El elixir de amor  and  La bohème  a lo largo de un período de más de 45 años. En ese tiempo también hizo algunas actuaciones cinematográficas, encarnando a cantantes de ópera.
Gino Sinimberghi falleció en Roma, Italia, en 1996. Era nieto de Aldo Sinimberghi, actor y director de cine mudo activo entre 1910 y 1920 .

## Filmografía
- Avanti a lui tremava tutta Roma, de Carmine Gallone (1946)
- Lucia di Lammermoor, de Piero Ballerini (1946)
- L'elisir d'amore, de Mario Costa (1947)
- Pagliacci, de Mario Costa (1947)
- La forza del destino, de Carmine Gallone (1949)
- Il trovatore, de Carmine Gallone (1949)
- La favorita, de Cesare Barlacchi (1952)
- Puccini, de Carmine Gallone (1952)
- La sonnambula, de Cesare Barlacchi (1952)
- Per salvarti ho peccato, de Mario Costa (1953)
- La donna più bella del mondo, de Robert Z. Leonard (1955)
- Agguato sul mare, de Pino Mercanti (1955)
- Torna piccina mia, de Carlo Campogalliani (1955)
- L'angelo delle Alpi, de Carlo Campogalliani (1957)
- Norma, de Pierre Jourdan (1974)